# Spilobotys novapommeranicola
Spilobotys novapommeranicola là một loài bướm đêm trong họ Noctuidae.